# Hermann Hildebrand
Hermann Hildebrand, född 1844, död 1890, var en livländsk urkundsutgivare.
Hildebrand utgav,  efter F.G. von Bunge, Liv-, Est- und Curländisches urkundenbuch (1881, 84) och Die arbeiten für das liv-, est- und kurländische urkundenbuch im jahre 1875–76 (1877), en redogörelse för hans forskningar i Nordens arkiv, särskilt svenska Riksarkivet.